# 존 벨루시
존 애덤 벌루시(John Adam Belushi, 영어 발음: /bəˈluːʃi/, 1949년 1월 24일 - 1982년 3월 5일)는 미국의 희극인, 배우, 음악가였다. 벌루시는 NBC 스케치 코미디 쇼 새터데이 나이트 라이브 (SNL)의 오리지널 캐스트 멤버로 활동할 당시 "강렬한 에너지와 거친 태도"의 이미지로 잘 알려졌다. 벌루시는 경력 기간 동안 시카고의 더 세컨드 시티 코미디 클럽에서 만난 동료 댄 애크로이드와 긴밀한 관계를 맺었다.
1982년 3월 5일, 벌루시는 로스앤젤레스 샤토 마몽 호텔 객실에서 헤로인과 코카인을 주입받은 상태로 사망하였다. 그는 이후 2004년 할리우드 명예의 거리에 이름이 걸려졌다.